# Giovanni Francesco Busenello
Giovanni Francesco Busenello (Venecia, 24 de septiembre de 1598-Legnaro, Padua, 27 de octubre de 1659), abogado, libretista y poeta italiano.
Nacido en una familia de altos patricios venecianos, estudió en la Universidad de Padua, donde tuvo como profesor al gran Paolo Sarpi y a Cesare Cremonini. Comenzó como pasante de leyes en 1623, y después fue un renombrado abogado. Fue miembro de varias academias, en especial de la de Umoristi, la de los Imperfetti y la Accademia degli Incogniti. Fue un prolífico autor de versos, entre ellos poemas dirigidos a cantantes. Como libretista de ópera, ha sido considerado por la crítica a la altura de Lorenzo da Ponte u Hofmannsthal. Escribió cinco libretti de ópera estrenados en su ciudad natal, Venecia, con música de Claudio Monteverdi o Francesco Cavalli. El más conocido es el de L'incoronazione di Poppea (Venecia, 1642), con música de Claudio Monteverdi (1567-1643). La historia se funda en Tácito y Suetonio y narra la trama de asesinatos, e incluso el suicidio inducido a Séneca, que desencadena la cortesana Popea en su afán por casarse con Nerón y ser coronada emperatriz, lo que logra y celebra en un lascivo dúo final. Se trata de una pieza de dudosa y ambigua moralidad que combina pasajes muy líricos y muy cómicos, en la que los personajes están muy bien descritos. Gli amori d'Apollo e di Dafne (Francesco Cavalli, 1640) se inspira en Il pastor fido de Giovanni Battista Guarini. También con música de Cavalli escribió La Didone (1641), La prosperità infelice di Giulio Cesare dittatore (1646, pero su música se perdió o probablemente nunca fue compuesta) y Statira principessa di Persia (1655).